# 厦门英才学校
厦门英才学校是中华人民共和国福建省厦门市的完全中学，创办于1995年。2016年被福建省教育厅确认为三级达标高中。